# Ponorná řeka

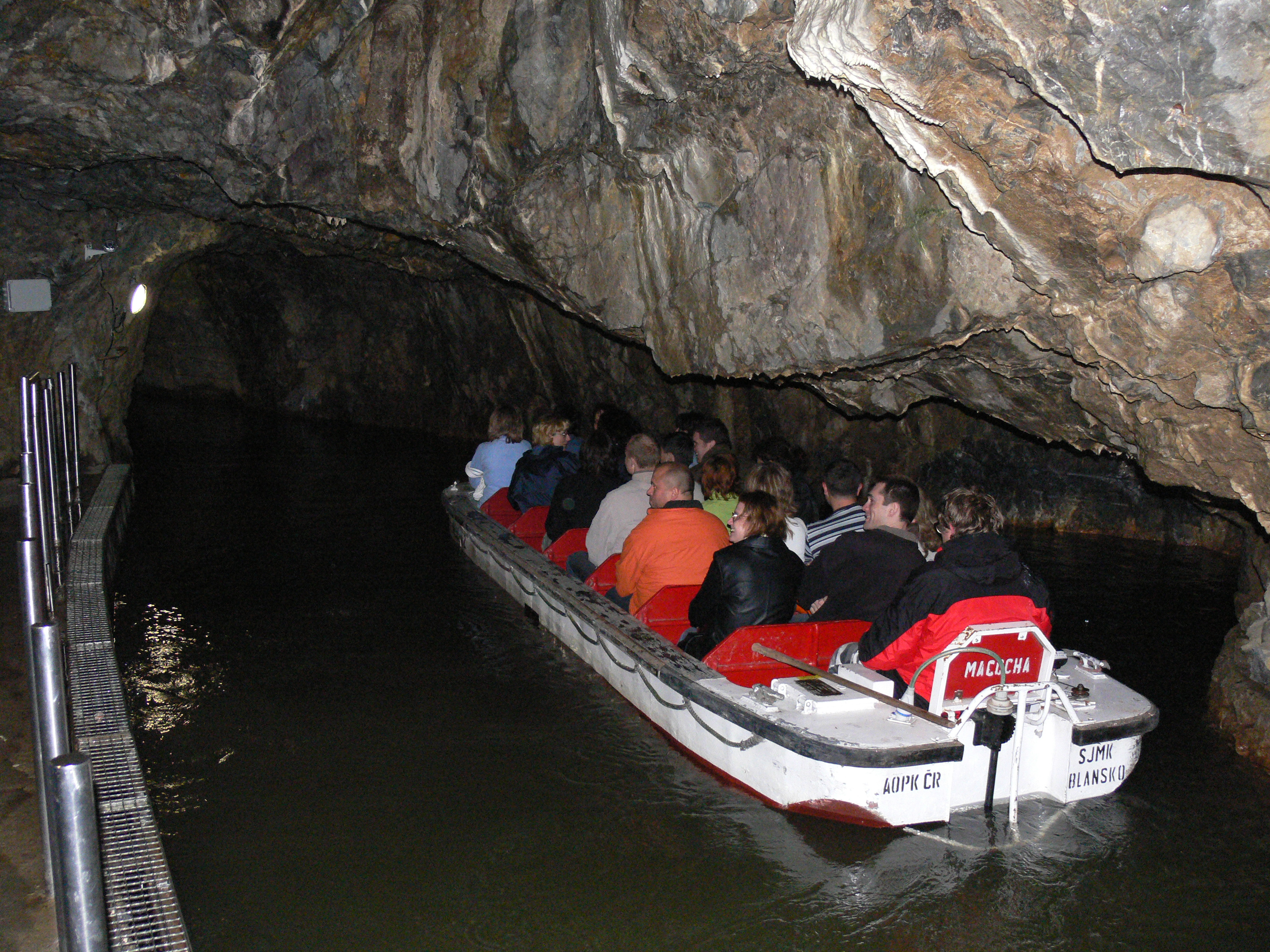
Turistická plavba po Punkvě

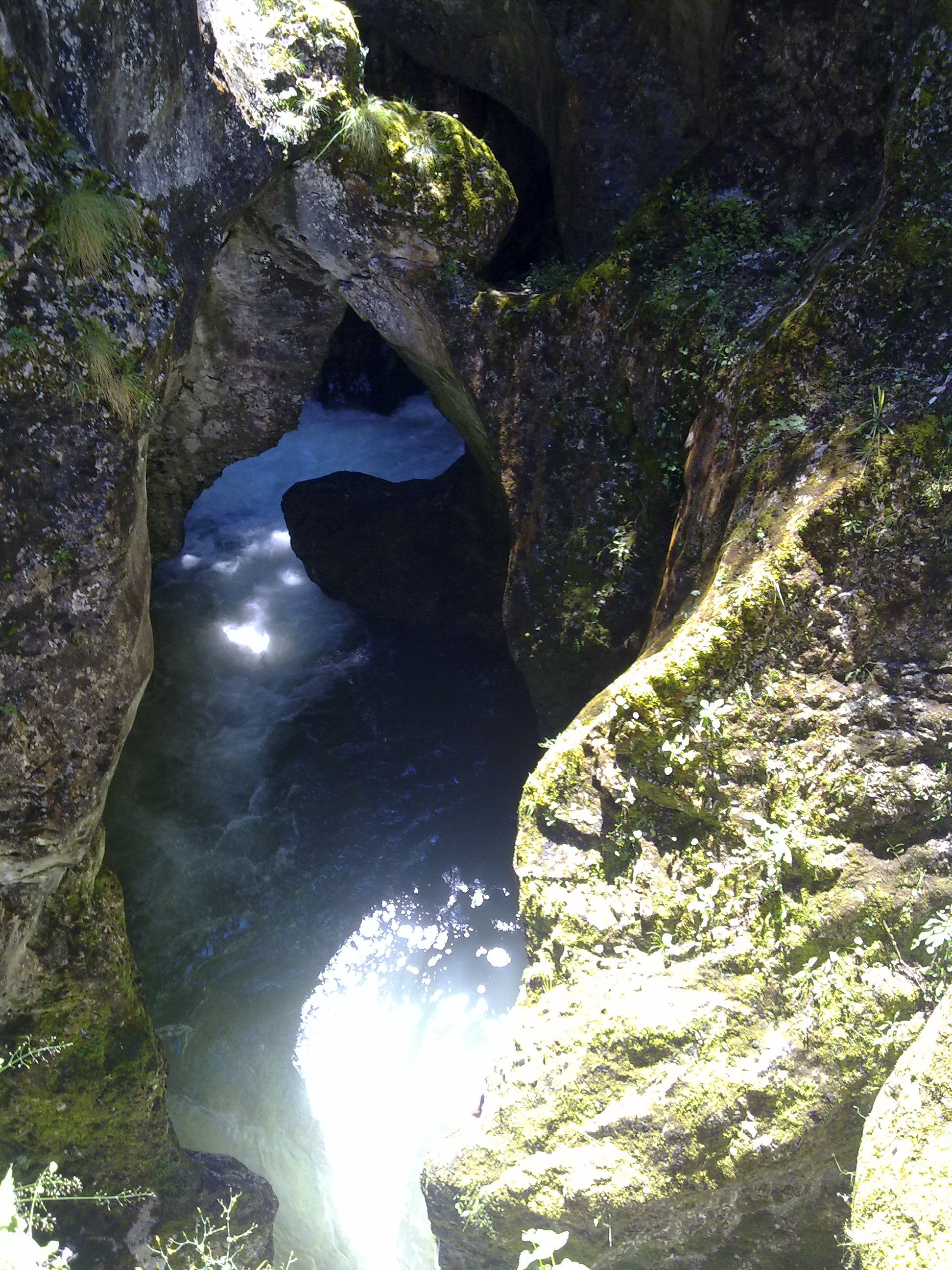
Jeskyně Ďábelské hrdlo v Rodopech v Bulharsku

Ponorná řeka neboli punkva je řeka, která alespoň v části svého toku teče pod zemí, v přírodním kontextu tedy zpravidla jeskynním komplexem. V Česku mezi nejznámější ponorné řeky patří moravská řeka Punkva, punkva je též obecný název pro ponorné vodní toky, resp. jejich ponorné úseky. Místo, kde vodní tok mizí pod povrchem země (což se často stává v krasových oblastech s rozsáhlým výskytem jeskyní), se nazývá ponor, místo opětovného vynoření vyvěračka (podobný termín vývěr se používá obecněji pro prameny).

## Příklady ponorných řek
- Punkva, Česko
- Trebišnjica, Bosna a Hercegovina
- Lika, Chorvatsko
- Dobra, Chorvatsko
- Gacka, Chorvatsko
- Ričica, Chorvatsko

Průrva Ploučnice je českým příkladem umělého podzemního vodního toku. Řeka zde protéká dvojicí tunelů o délce 13 a 41 metrů. Ploučnice sem byla svedena pravděpodobně v 16. století, tunely byly v pískovci proráženy pomocí krumpáčů a lopat. Tento náhon měl původně sloužit k napájení nádrže k pohonu železného hamru, nádrž se však kvůli propustnosti podloží níkdy nepodařilo naplnit.